# Saint-Orens-Pouy-Petit
Saint-Orens-Pouy-Petit is een gemeente in het Franse departement Gers (regio Occitanie) en telt 141 inwoners (1999). De plaats maakt deel uit van het arrondissement Condom.

## Geografie
De oppervlakte van Saint-Orens-Pouy-Petit bedraagt 11,2 km², de bevolkingsdichtheid is 12,6 inwoners per km².
De onderstaande kaart toont de ligging van Saint-Orens-Pouy-Petit met de belangrijkste infrastructuur en aangrenzende gemeenten.

## Demografie
Onderstaande figuur toont het verloop van het inwonertal (bron: INSEE-tellingen).